# Mishima, Shizuoka
Mishima (tiếng Nhật: 三島市, đọc là Mi-xi-ma) là một thành phố thuộc tỉnh Shizuoka của Nhật Bản.
 thành phố, trong đó có diện tích 62,02 kilômét vuông (23,95 sq mi), có dân số ước tính trong tháng 12 năm 2016 của 109.872, cho mật độ dân số 1.772 người mỗi km2.

## Lịch sử
Mishima là một thị trấn cổ, được phát triển xung quanh Mishima Shrine (三嶋大社 Mishima Taisha). Dưới thời cai trị của chế độ Ritsuryo được thành lập ở thời kỳ Nara, Mishima được làm thủ đô của tỉnh Izu. Đây cũng là địa điểm của Kokubun-ji cho tỉnh Izu. Vào thời Edo, Mishima thịnh vượng từ vị trí của nó trên xa lộ Tōkaidō nối Edo với Kyoto, và Mishima-shuku là một trong 53 trạm bưu điện trên con đường đó. Khu vực này là lãnh thổ của tenryō cai trị bởi một daikan được bổ nhiệm trực tiếp bởi chế độ quân phiệt Tokugawa. Sau khi Minh Trị duy tân, Mishima trở thành một phần của tỉnh Nirayama ngắn năm 1868. Sự sáp nhập này với thời kỳ Ashigara ngắn ngủi vào năm 1871 và trở thành một phần của tỉnh Shizuoka từ ngày 18 tháng 4 năm 1876. Trong suốt cuộc cải cách địa chính năm 1889, Khu vực này được tổ chức lại thành Thị trấn Mishimi trong huyện Kimisawa. Năm 1892, Hoàng tử Komatsu Akihito thành lập một biệt thự tại Mishima. Các khu vườn của nó, Rakujūen, là một điểm thu hút khách du lịch nổi tiếng ở Mishima cho đến ngày nay. Năm 1896, huyện Kimisawa đã trở thành một phần của Quận Tagata, Shizuoka. Mishima nhận được chuyến tàu đầu tiên vào năm 1898 khi người tiền nhiệm của tuyến Izuhakone thành lập nhà ga Shimo-Togari. Tuyến đường ray Sunzu bắt đầu hoạt động từ năm 1906. Tuy nhiên, vận may của Mishima chỉ hồi phục mạnh mẽ sau khi đường hầm Tanna Tunnel hoàn thành vào năm 1934, nối liền thị trấn với tuyến đường sắt chính Tōkaidō giữa Tokyo và Shizuoka. Mishima đã phát triển nhanh chóng sau đó, sáp nhập với làng Kitakami láng giềng vào năm 1935 và làng Watada vào năm 1941. Thị xã Mishima đã được nâng lên thành thành phố vào ngày 29 tháng 4 năm 1941. Nó đã trở thành một điểm dừng trên đảo Tōkaidō Shinkansen từ năm 1969, dẫn đến sự gia tăng dân số do tuyến đường ray này giúp người ta dễ dàng đi làm việc ở Tokyo.

## Thư viện ảnh

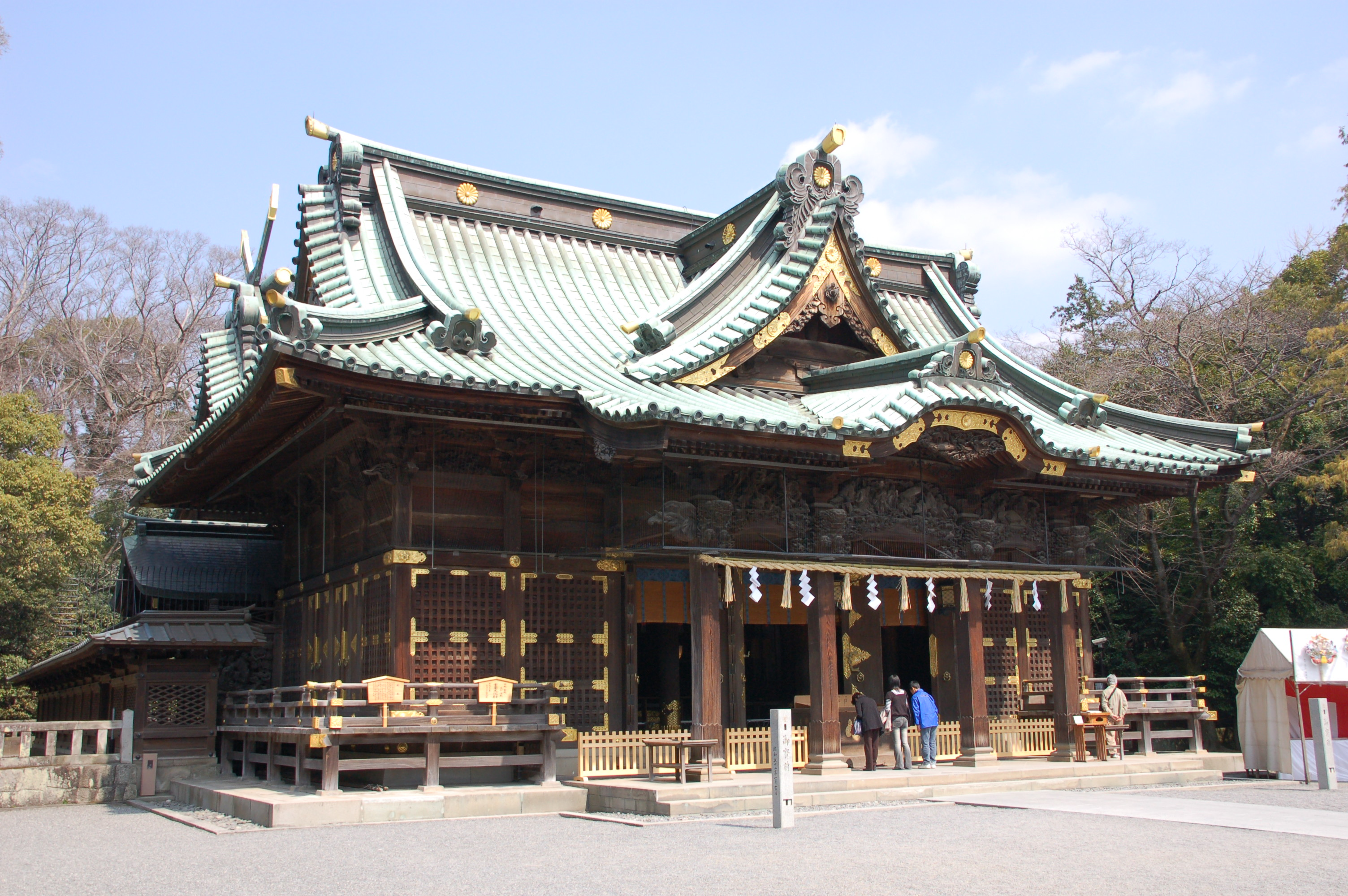
三島大社
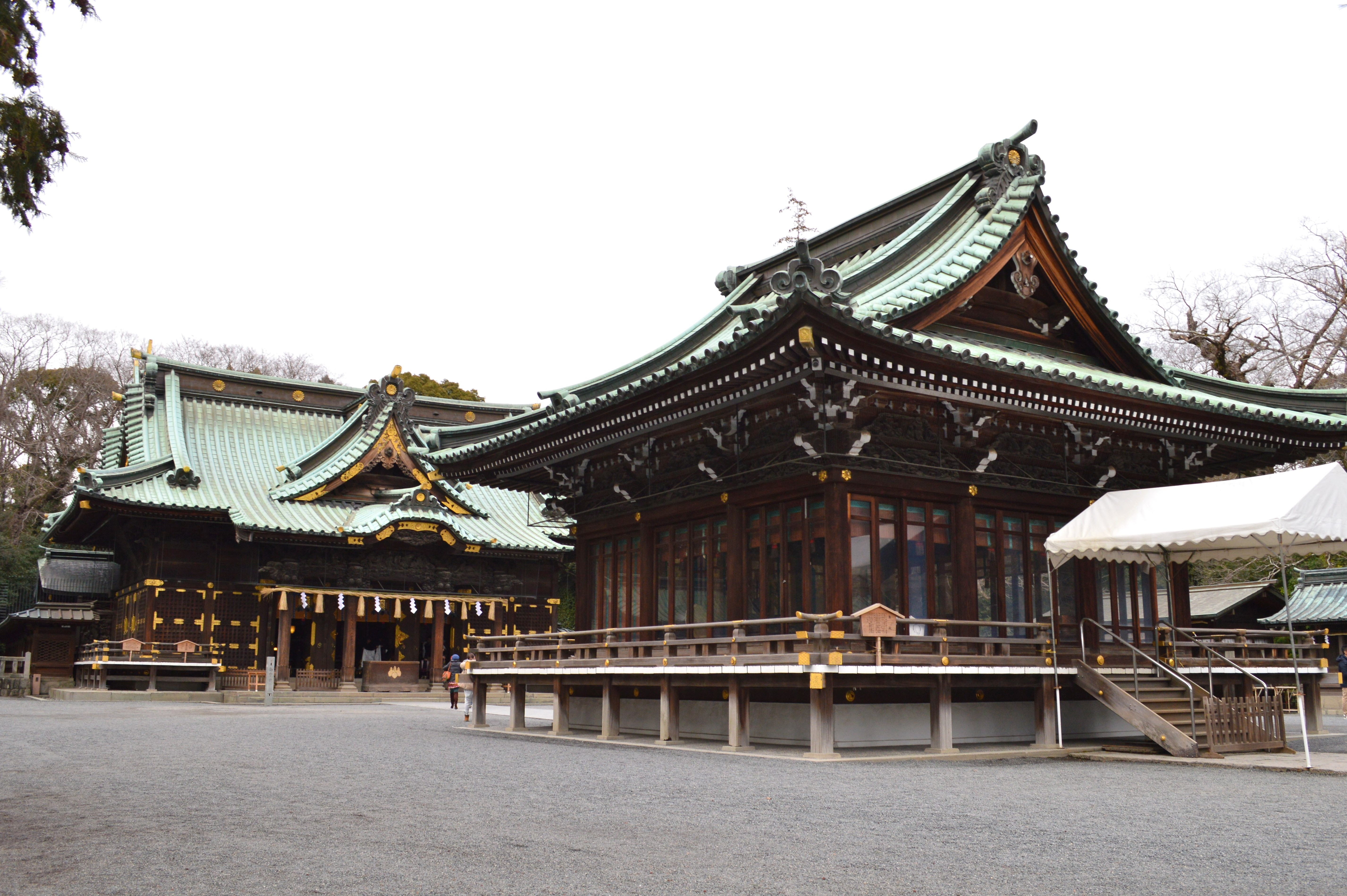
三島大社
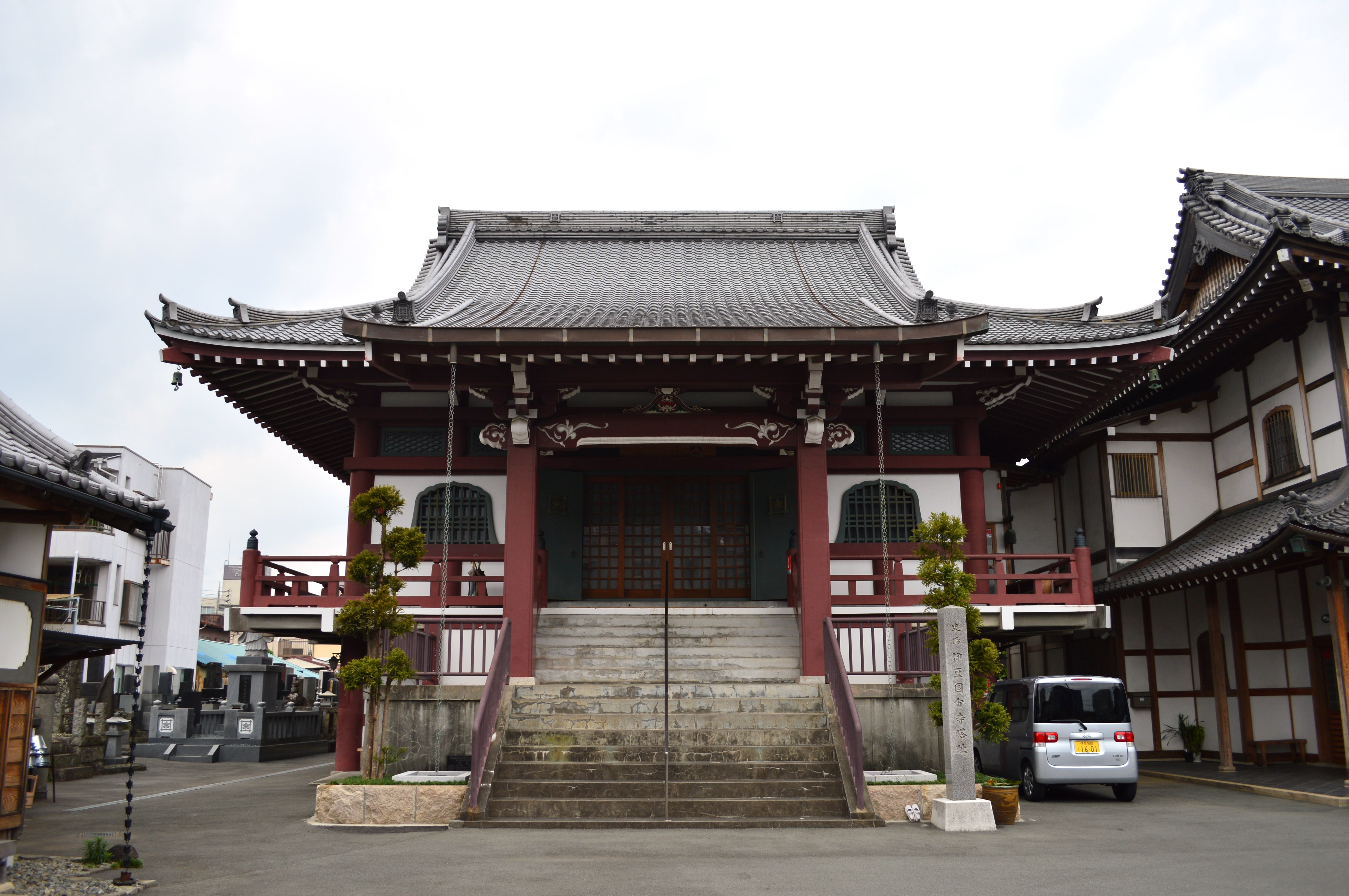
伊豆国分寺
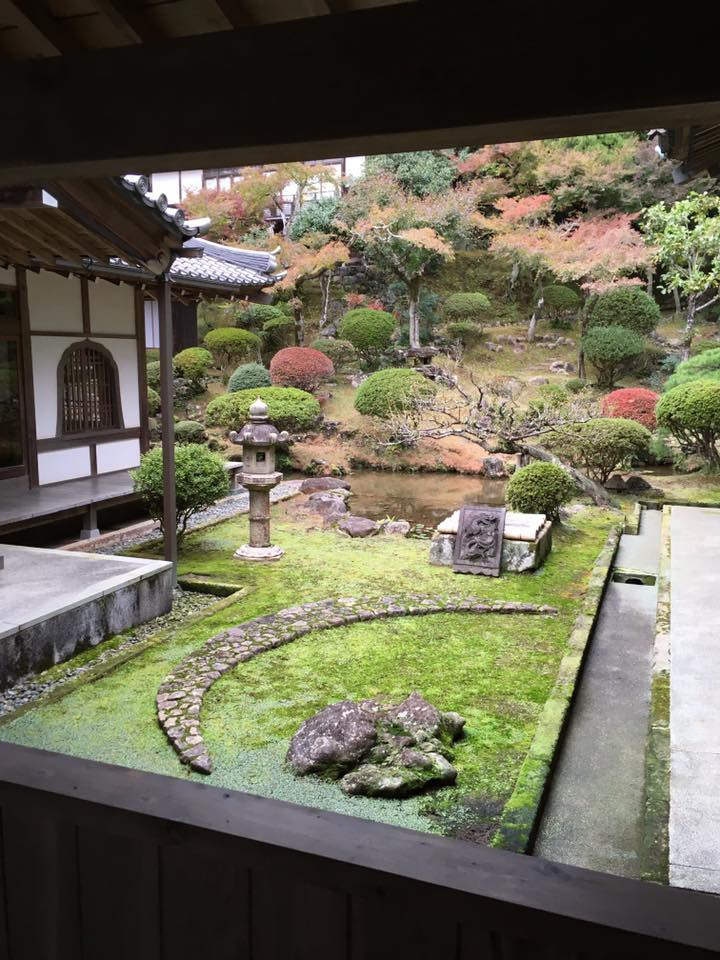
龍澤寺
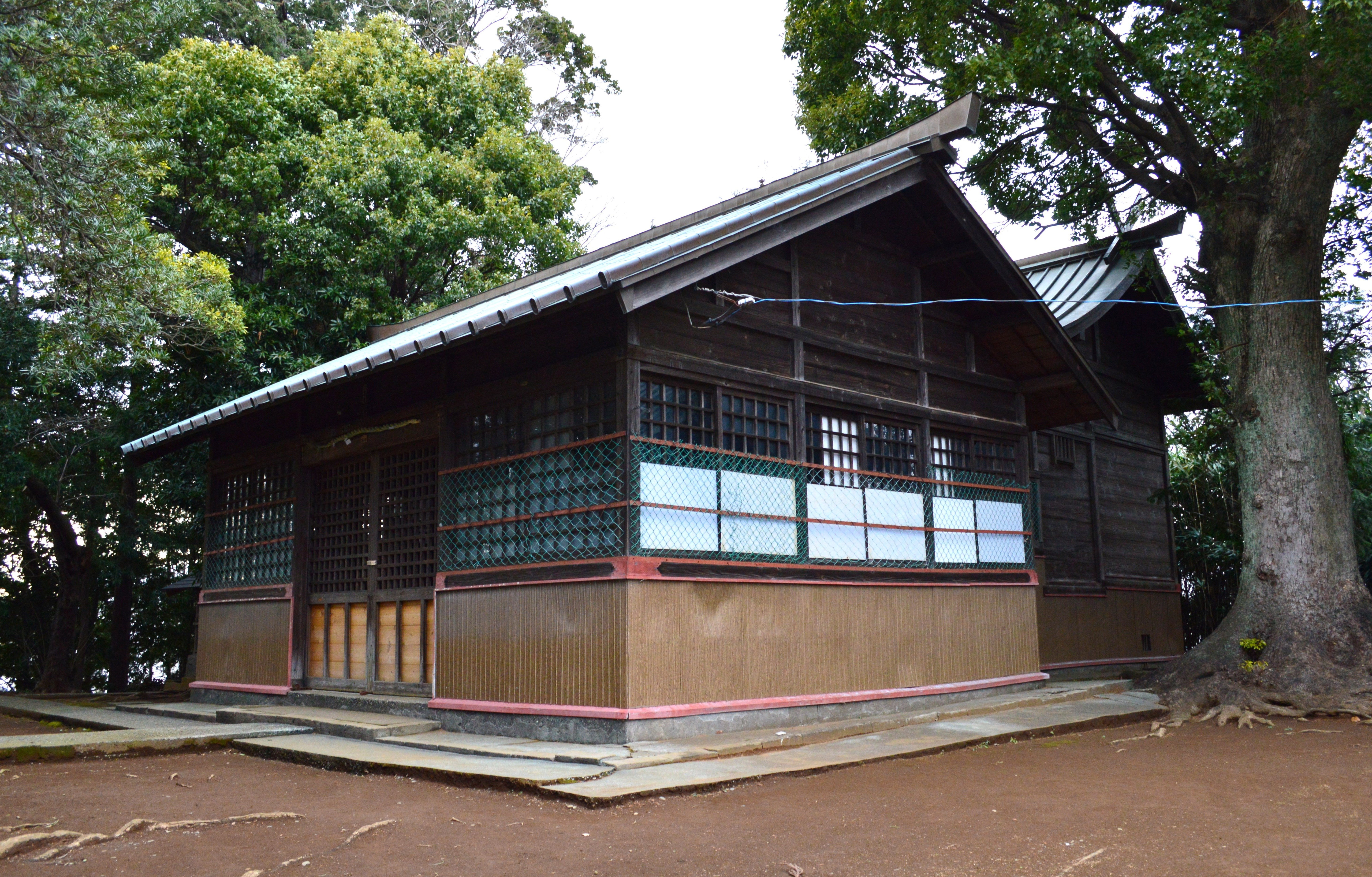
劒刀石床別命神社
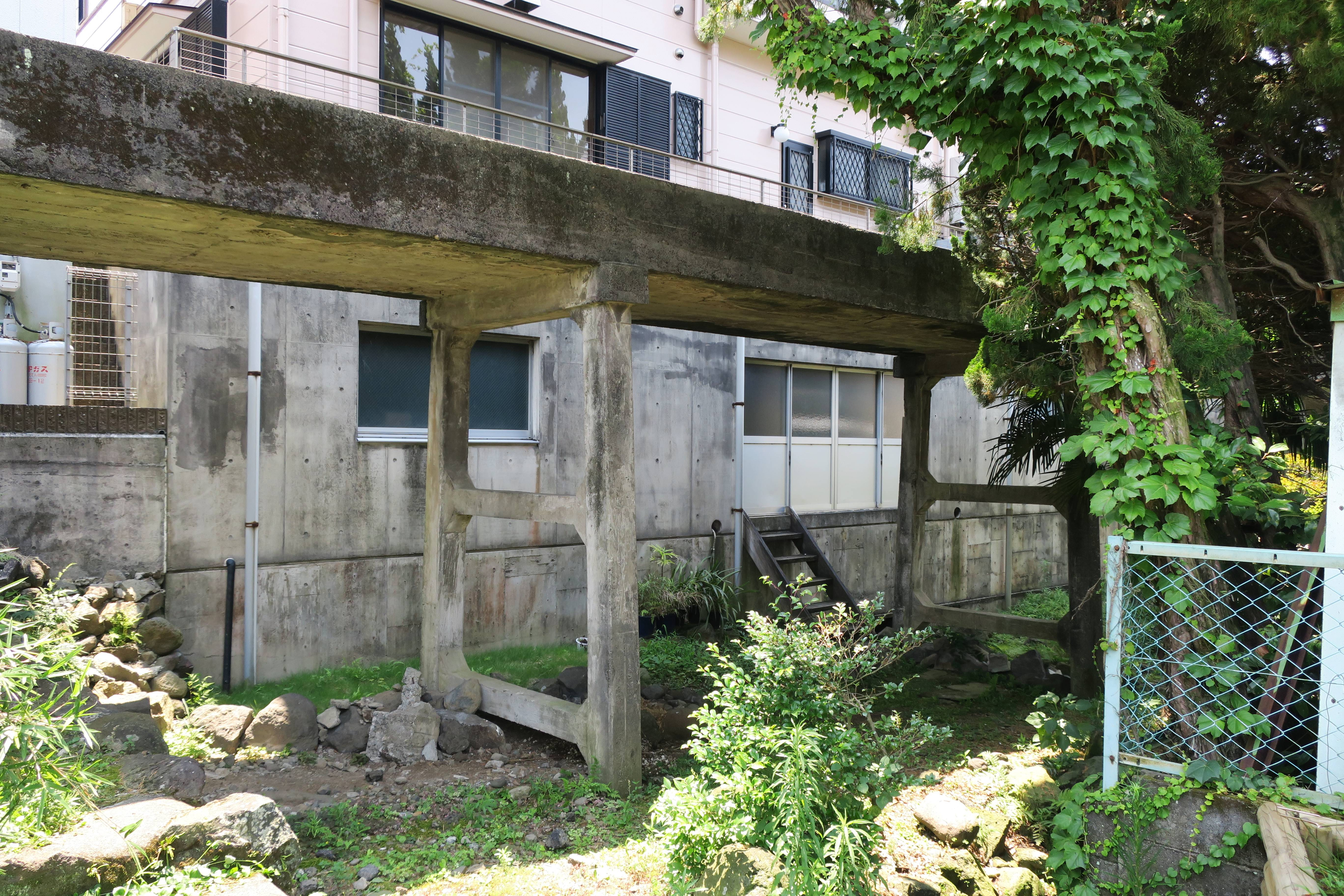
千貫樋
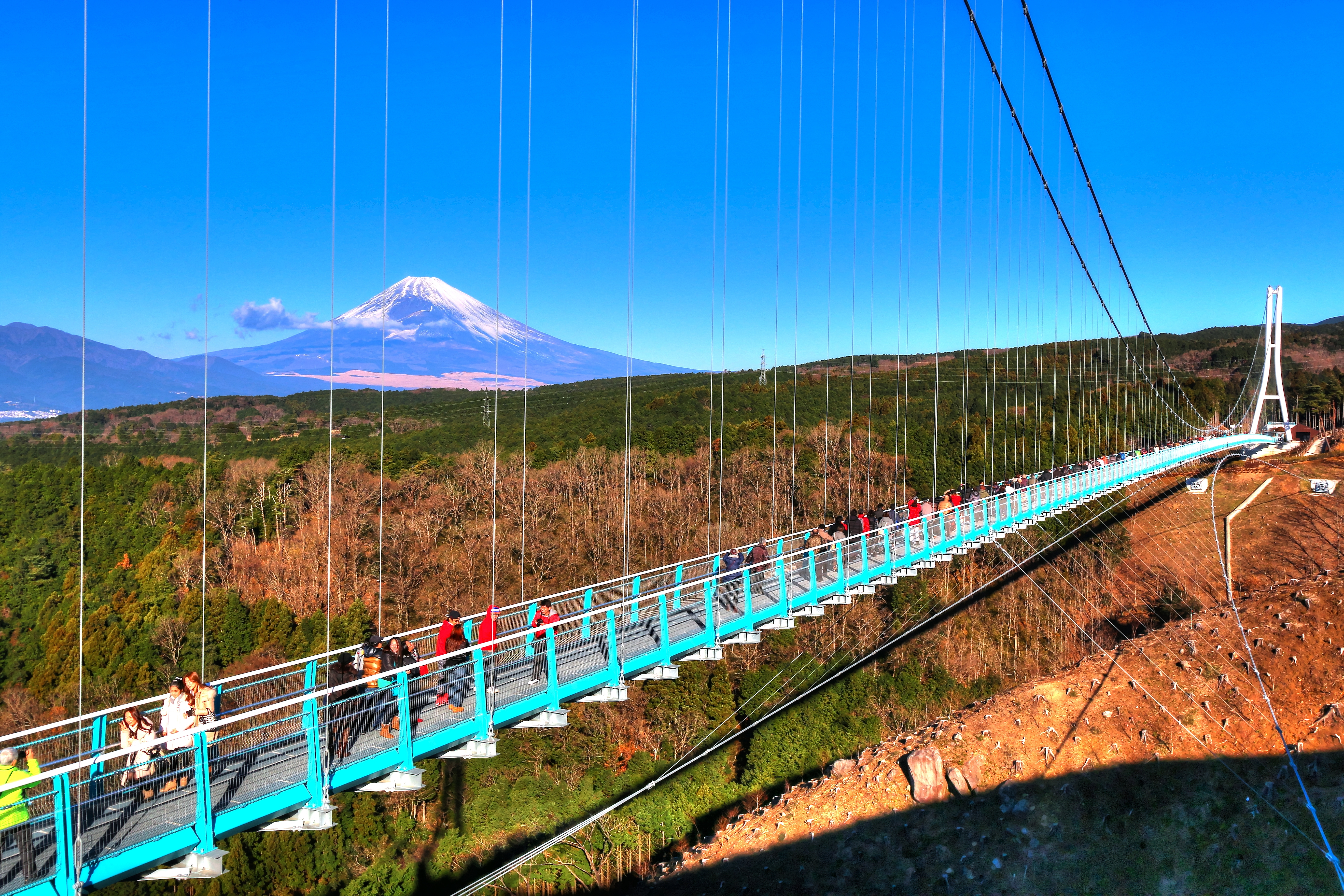
三島スカイウォーク
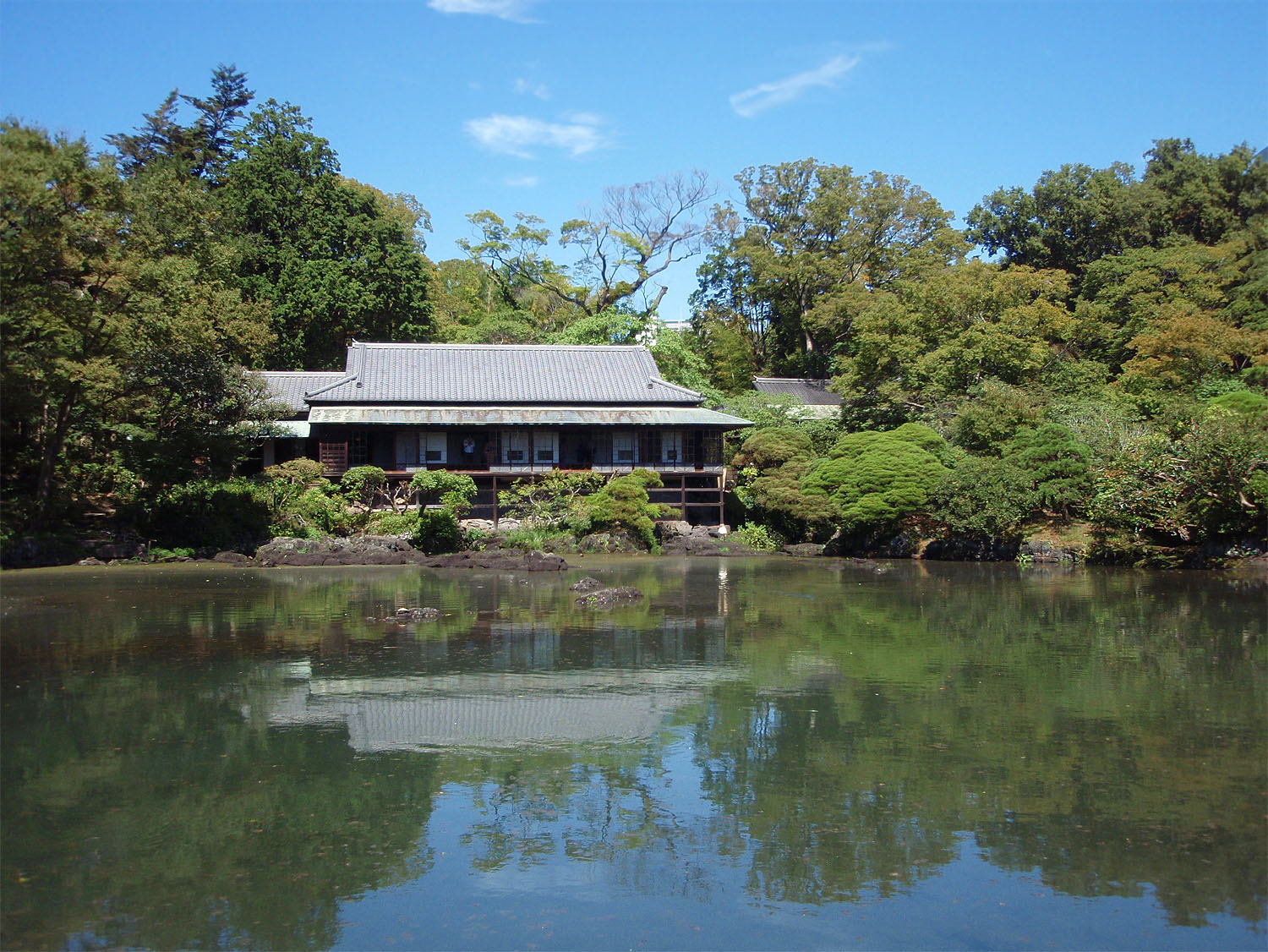
楽寿園
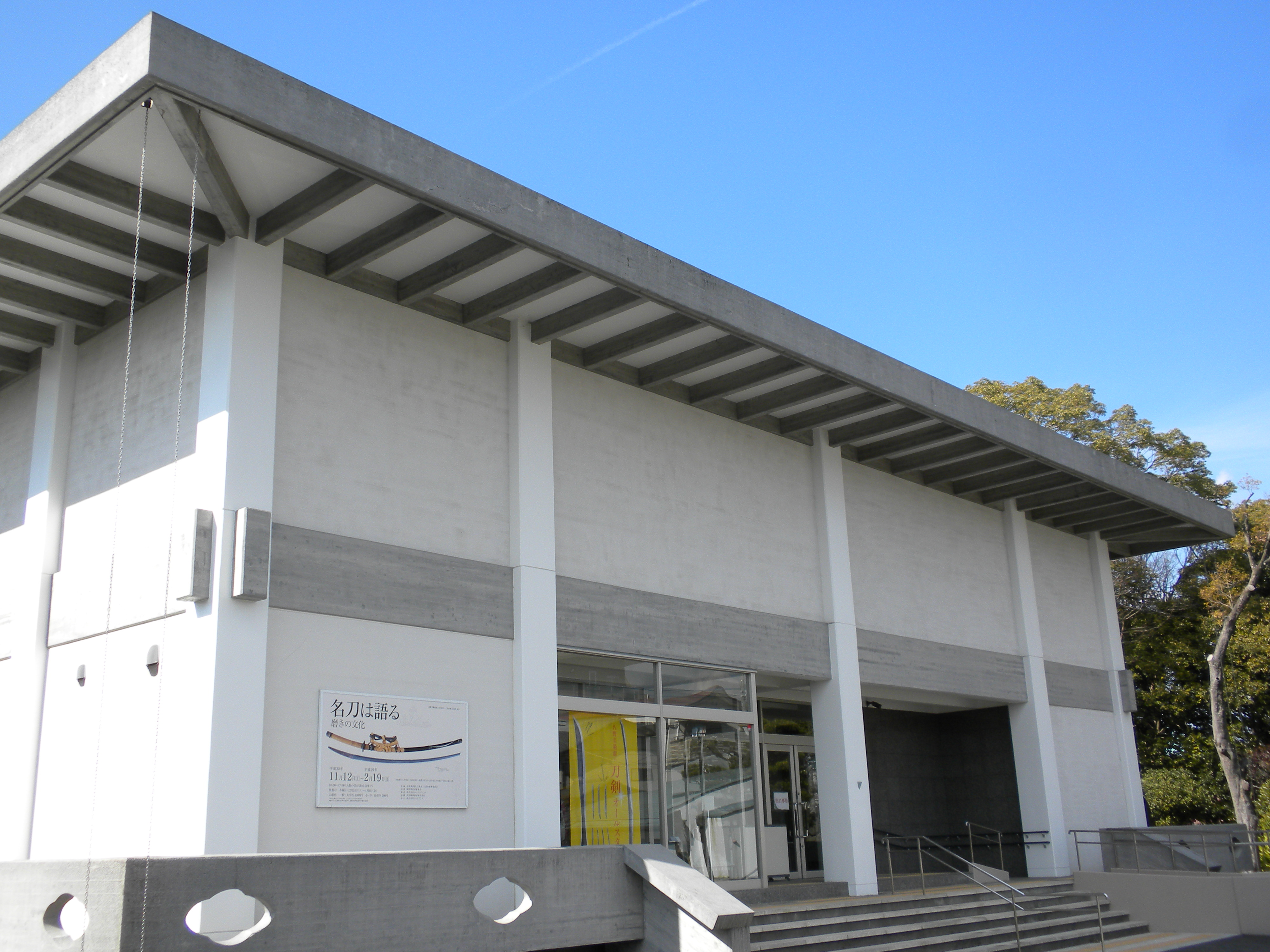
佐野美術館
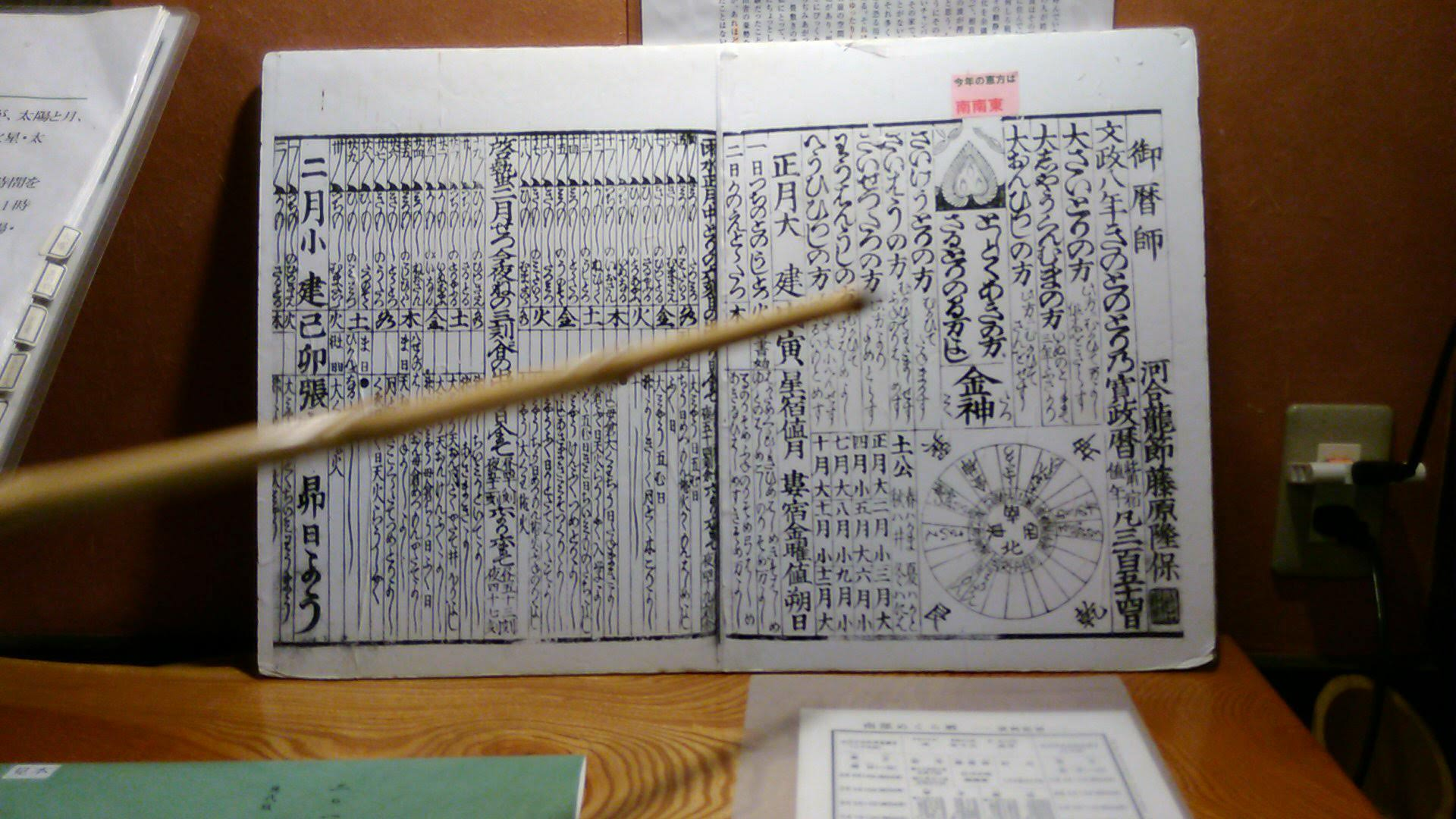
三島暦
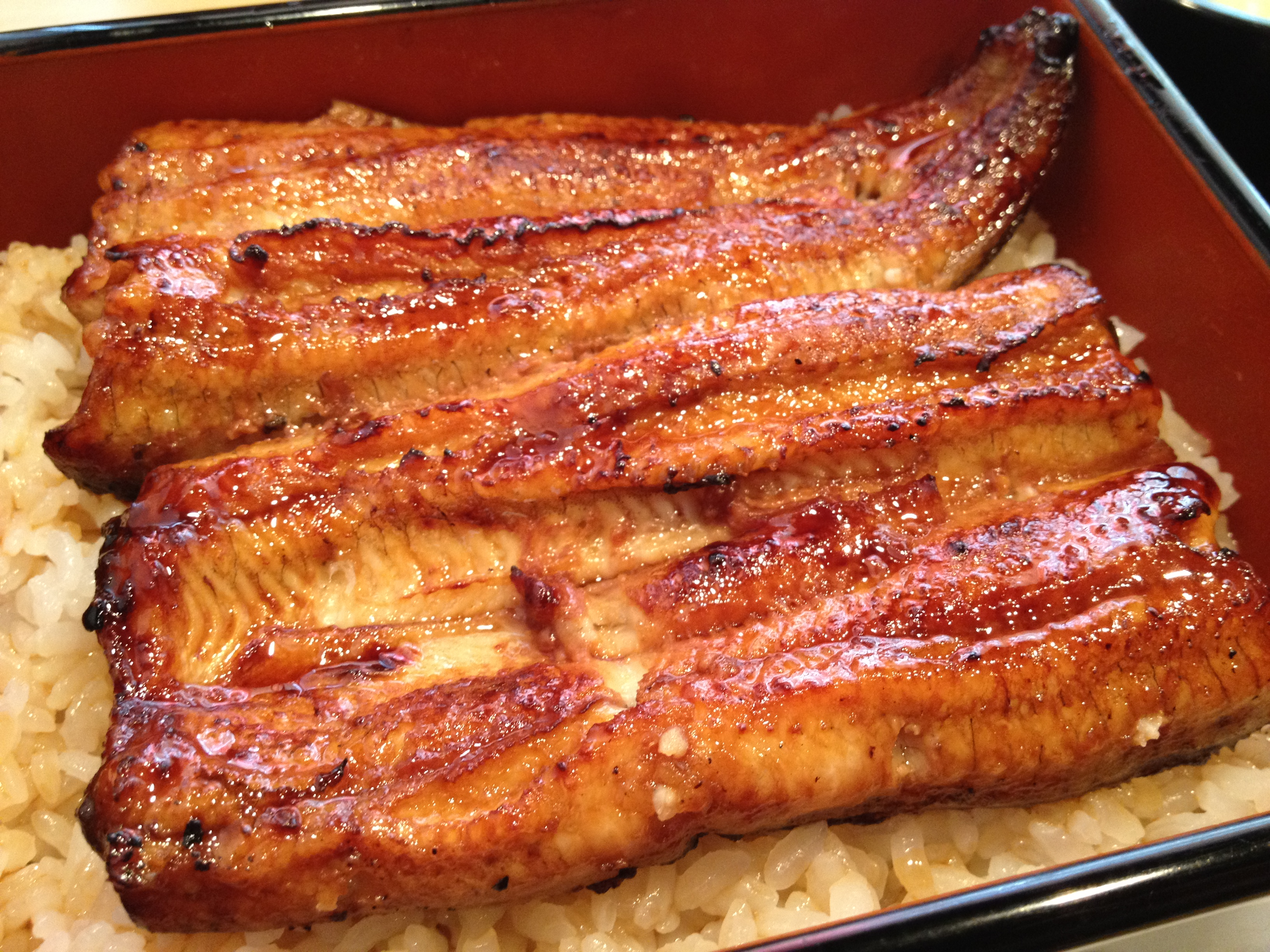
鰻